# Bagua, Peru
Bagua este un oraș din partea nordică a statului Peru, fiind capitala provinciei Bagua, regiunea Amazonas. Orașul se află la o distanță de 162 km de orașul Chachapoyas, 660 km de Trujillo și 1220 km de capitala țării, Lima.
La data recensământului din 2005, orașul număra 26 100 locuitori.